# Bernard Mels
Bernard Mels CICM (* 28. November 1908 in Lokeren, Belgien; † 1. November 1992) war ein belgischer Ordensgeistlicher und römisch-katholischer Bischof von Luiza.

## Leben
Bernard Mels trat der Ordensgemeinschaft der Kongregation vom Unbefleckten Herzen Mariens bei und empfing am 15. August 1933 das Sakrament der Priesterweihe. 
Am 10. März 1949 ernannte ihn Papst Pius XII. zum Titularbischof von Belali und zum Apostolischen Vikar von Luluabourg. Der Bischof von Gent, Karel-Justinus Calewaert, spendete ihm am 17. Mai desselben Jahres die Bischofsweihe; Mitkonsekratoren waren der emeritierte Apostolische Vikar von Niangara, Robert Constant Lagae OP, und der emeritierte Bischof von Jinzhou, Louis Janssens CICM.
Bernard Mels wurde am 10. November 1959 infolge der Erhebung des Apostolischen Vikariats Luluabourg zum Erzbistum erster Erzbischof von Luluabourg. Papst Paul VI. ernannte ihn am 26. September 1967 zum ersten Bischof von Luiza und verlieh ihm den persönlichen Titel eines Erzbischofs. Am 3. Oktober 1970 nahm Paul VI. das von Mels vorgebrachte Rücktrittsgesuch an und bestellte ihn zum Titularerzbischof von Pulcheriopolis. Er verzichtete am 17. Mai 1986 auf das Titularbistum Pulcheriopolis.
Mels nahm an allen vier Sitzungsperioden des Zweiten Vatikanischen Konzils teil. Er war Mitglied der Konzilskommission für die Ordensleute und brachte vor allem missionstheologische Anstöße in die Debatten der Konzilsväter ein.

## Schriften
- Le problème des missions dans l’Eglise. 1963.